# Ruth Halperin-Kaddari

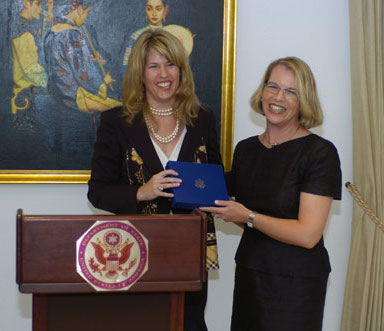
Halperin-Kaddari (rechts) mit Direktorin Andrea Bottner vom amerikanischen Außenministerium

Ruth Halperin-Kaddari (geboren 15. Mai 1966 als Ruth Kaddari; hebräisch רות הלפרין-קדרי) ist eine israelische Rechtswissenschaftlerin. Sie ist Professorin der Rechtswissenschaft an der israelischen Bar-Ilan-Universität in Ramat Gan und Direktorin des von ihr gegründeten Ruth-und-Emanuel-Rackman-Zentrums zur Förderung des Status von Frauen (hebräisch מרכז רקמן לקידום מעמד האשה).

## Leben
Halperin-Kaddari promovierte 1993 an der Yale Law School in den Vereinigten Staaten. Im Jahr 2001 gründete sie an der juristischen Fakultät der Bar-Ilan-Universität das Ruth-und-Emanuel-Rackman-Zentrum zur Förderung des Status von Frauen. Ihre Forschungsschwerpunkte sind Familienrecht, feministische Rechtstheorie und Frauenrechte im internationalen Recht.
In den Zeiträumen 2007–2010, 2011–2014 und 2015–2018 war sie Mitglied des Ausschusses für die Beseitigung der Diskriminierung der Frau der Vereinten Nationen und war zeitweise Vizepräsidentin des Ausschusses.
Ihr Sohn Bnaya Halperin-Kaddari ist Komponist und lebt in Berlin.

## Ehrungen
- 2007: International Women of Courage Award des amerikanischen Außenministeriums[2]
- 2024: Menschenrechtspreis der Ingrid zu Solms-Stiftung[3]